# Список заслуженных мастеров спорта России (лыжный спорт)
Лыжный спорт — вид спорта, в который входят дисциплины, развиваемые FIS — согласно Всероссийскому реестру видов спорта, в России представляют 6 самостоятельных видов спорта; по всем из них присваивалось звание «заслуженный мастер спорта России».
           В списке у каждого ЗМС указываются:

 год рождения (или годы жизни);

 место жительства (субъект федерации) на момент присвоения звания;

 основные достижения на международной арене на момент присвоения звания. 

## Лыжные гонки
Одних из первых заслуженным мастером спорта России и первым заслуженным мастером спорта России по лыжным гонкам стала в 1992 году Елена Вяльбе, уже имевшая звание «заслуженный мастер спорта СССР».

## Прыжки на лыжах с трамплина
Звание «заслуженный мастер спорта России» по прыжкам на лыжах с трамплина присваивалось:

### …
- Боровитин, Алексей Алексеевич[1] (1954; Нижегородская обл.) — бронзовый призёр ЧМ 1974, 1978 в прыжках со среднего трамплина.

### 2022
9 февраля
За успехи на зимних Олимпийских играх 2022 года звание присвоено:
- Аввакумова, Ирина Андреевна (1991; Московская обл.);
- Климов, Евгений Дмитриевич (1994; Москва);
- Махиня, Ирма Георгиевна (2002; Краснодарский край);
- Садреев, Данил Марселевич (2004; Республика Татарстан)

— серебряные призёры ЗОИ 2022 в командных соревнованиях.

## Лыжное двоеборье
Звание «заслуженный мастер спорта России» по лыжному двоеборью присваивалось:

### 1998
За успехи на зимних Олимпийских играх 1998 года звание присвоено:
- Столяров, Валерий Викторович[3] (1971; Санкт-Петербург) — бронзовый призёр в личных соревнованиях.

### 1999
- Синицын, Дмитрий Владимирович[4] (1973; Свердловская обл.) — бронзовый призёр ЧМ 1999 в личных и командных соревнованиях.

## Горнолыжный спорт
Звание «заслуженный мастер спорта России» по горнолыжному спорту присваивалось:

### 1994
За успехи на зимних Олимпийских играх 1994 года звание присвоено:
- Гладышева, Светлана Алексеевна (1971; Москва)[5] — серебряный призёр в скоростном спуске; также: бронзовый призёр ЧМ 1991 в супергиганте.

### …
- Зеленская, Варвара Владимировна (1972; Камчатская обл.)[6] — бронзовый призёр КМ 1997 в скоростном спуске, выиграла 5 этапов КМ (1996—1997).

## Фристайл
Первым заслуженным мастером спорта России по фристайлу стал в 2003 году чемпион мира и обладатель Кубка мира Дмитрий Архипов.

## Сноуборд
Первым заслуженным мастером спорта России по сноуборду стала в 2007 году чемпионка мира Екатерина Тудегешева.